# L'emporio dei piccoli miracoli
L'emporio dei piccoli miracoli (雑貨店の奇蹟?, Namiya Zakkaten no Kiseki) è un romanzo fantastico dello scrittore giapponese Keigo Higashino pubblicato nel 2012.
L'opera letteraria è stata trasposta in un film giapponese diretto da Ryūichi Hiroki, distribuito nel 2017, e in un film cinese, diretto da Han Jie e con protagonista Jackie Chan, distribuito nel 2018. 
Nel 2015 la traduzione cinese era tra i dieci libri più venduti di Amazon China, con più di 1,6 milioni di copie.

## Trama
Il piccolo emporio Namiya, alla fine degli anni 1970, è diventato famoso per un servizio non comune fornito alla collettività: chiunque lasci una lettera nella cassetta della posta, recante un consiglio per la soluzione di un problema personale, troverà la risposta il giorno dopo, in una cassetta posizionata sul retro del negozio. A scŕivere le lettere di risposta è l'anziano proprietario, Yūji Namiya, che ha iniziato quasi per gioco a dare soddisfazione ai piccoli quesiti che i bambini del quartiere gli ponevano. Tra i molti che si sono rivolti a lui vi sono la giovanissima orfana Mūto Harumi, che per pagare un debito di riconoscenza verso la povera famiglia che l'aveva adottata, vorrebbe lasciare gli studi per la più redditizia carriera di intrattenitrice in un locale per uomini, Katsurō Matsuoka, indeciso se continuare a tentare di affermarsi nella musica oppure rilevare la pescheria di famiglia. Il giovane Waku Kōsuke vorrebbe sapere se seguire i genitori, in fuga dalla città a causa dei debiti contratti, o abbandonare la famiglia, mentre la schermitrice Shizuko Kitazawa è assillata dal dubbio se continuare ad allenarsi per le prossime Olimpiadi o abbandonare il progetto per rimanere vicino al fidanzato, malato terminale.
Ammalatosi di tumore, sentendosi prossimo alla morte, Yūji Namiya vorrebbe sapere se chi si era rivolto a lui avesse ricevuto giovamento dai suggerimenti. L'anziano chiede al figlio, Takayuki, di scrivere un annuncio sui giornali, esattamente trentatré anni dal giorno della sua morte, chiedendo a tutti coloro i quali si erano rivolti all'emporio Namiya, di lasciare una lettera nel negozio spiegando se e come i consigli si fossero rivelati giusti. Infatti l'emporio ha la peculiarità di giacere su diversi piani temporali e le lettere depositate nel 2012, gli giungeranno immediatamente nel 1979, dandogli modo di conoscere il futuro delle persone cui aveva dispensato i consigli.
Nel 2012 l'emporio è oramai chiuso quando tre ladruncoli, Shōta, Atsuya e Kōhei, scappando dopo un furto, hanno un guasto all'auto e si rifugiano nel locale per passare la notte. Mentre sono all'interno alcune lettere vengono depositate nella cassetta della posta e i tre iniziano, quasi per gioco, a rispondere alle domande poste da sconosciuti. Con sorpresa si accorgono che all'interno dell'emporio il tempo scorre molto più lentamente che fuori. Inoltre le lettere contenenti le domande provengono dal passato e i loro ruvidi consigli raggiungono i destinatari indietro nel tempo. Si avvia così una corrispondenza tra i tre e le molte persone che continuano a rivolgersi all'emporio con speranza; risulterà, inoltre, che le storie dei vari protagonisti sono intrecciate tra di loro e che tutti hanno in qualche modo avuto a che fare con l'orfanotrofio Marrumitusen, della cui fondatrice e direttrice, Akiko Minazuki, si era innamorato Yūji Namiya da giovane.

## Personaggi
Yūji NamiyaL'anziano proprietario dell'omonimo emporio. Da giovane si era innamorato di quella che, decenni dopo, sarebbe diventata la fondatrice dell'orfanotrofio Marrumitusen. Il loro amore viene osteggiato dal padre di lei e i due si perdono di vista.
Shōta, Atsuya, KōheiTre ladruncoli, cresciuti nell'orfanotrofio Marrumitusen.
Mūto HarumiLa giovane vorrebbe aiutare la famiglia che l'aveva adottata a risolvere i loro problemi economici; vorrebbe lasciare gli studi per la più redditizia carriera di intrattenitrice in un locale per uomini e si rivolge per un consiglio all'emporio. Shōta, Atsuya, Kōhei la dissuaderanno e le invieranno nel passato alcuni consigli finanziari che la renderanno ricca e le permetteranno, trent'anni dopo, di poter rilevare l'orfanotrofio Marrumitusen evitandone la chiusura.
Katsurō MatsuokaUn musicista che da anni tenta di affermarsi. Indeciso se abbandonare il proposito e rilevare la pescheria del padre, chiede consiglio all'emporio Namiya. Continuerà a suonare ma troverà la morte nell'incendio dell'orfanotrofio Marrumitusen, salvando tuttavia la vita a una bambina.
Shizuko KitazawaLa schermitrice si sta allenando per le prossime olimpiadi di Mosca ma contemporaneamente vorrebbe rimanere vicina al fidanzato, malato terminale con una prognosi di pochi mesi di vita.
Waku KōsukeL'adolescente deve fuggire e abbandonare la casa con la famiglia a causa di debiti contratti dal padre. Nonostante i consigli dell'emporio, il giovane fugge abbandonando i genitori che si suicideranno poco dopo. Il ragazzo viene accolto presso l'istituto Marrumitusen.
Takayuki NamiyaIl figlio di Yūji Namiya. Attraverso un annuncio sui giornali, Chiede a chiunque abbia ricevuto consigli dall'emporio, di raccontare se i suggerimenti fossero stati utili o meno. Prima di morire lascerà a suo figlio il compito di mantenere la promessa fatta al padre di continuare le ricerche.
Shungo NamiyaIl pronipote di Yūji Namiya che, dopo la morte del nonno Takayuki Namiya, manterrà la promessa contratta dallo stesso Takayuki Namiya con il padre Yūji Namiya e pubblicherà in Rete l'annuncio della possibilità di raccontare se i suggerimenti fossero stati utili o meno.
Akiko MinazukiLa fondatrice e direttrice dell'istituto Marrumitusen, morta alcuni anni prima delle vicende narrate.
Yoshikazu MinazukiIl nuovo direttore dell'istituto Marrumitusen e fratello della fondatrice Akiko.

## Edizioni
- (JA) Keigo Higashino, ナミヤ雑貨店の奇蹟, 1ª ed., 角川書店, 2012,  p. 385, ISBN 9784041101360.
- Keigo Higashino, L'emporio dei piccoli miracoli, Sperling & Kupfer, 2018,  p. 350, ISBN 9788893427678.